# 사전 투표
사전 투표(事前投票, 영어: early voting, pre-poll voting) 또는 조기 투표(早期投票, 영어: advance polling)는 선거에서 유권자가 지정된 선거일 이전에 투표를 할 수 있도록 하는 제도이다. 사전 투표 제도는 선거일에 선거를 할 수 없는 유권자가 투표를 할 수 있도록 해 유권자의 선거권을 실질적으로 두텁게 보장하고, 투표 참여율을 높여 공직자 선출 시스템의 정당성과 공정성을 확보하는 데 목적이 있다.

## 나라별 제도

### 대한민국

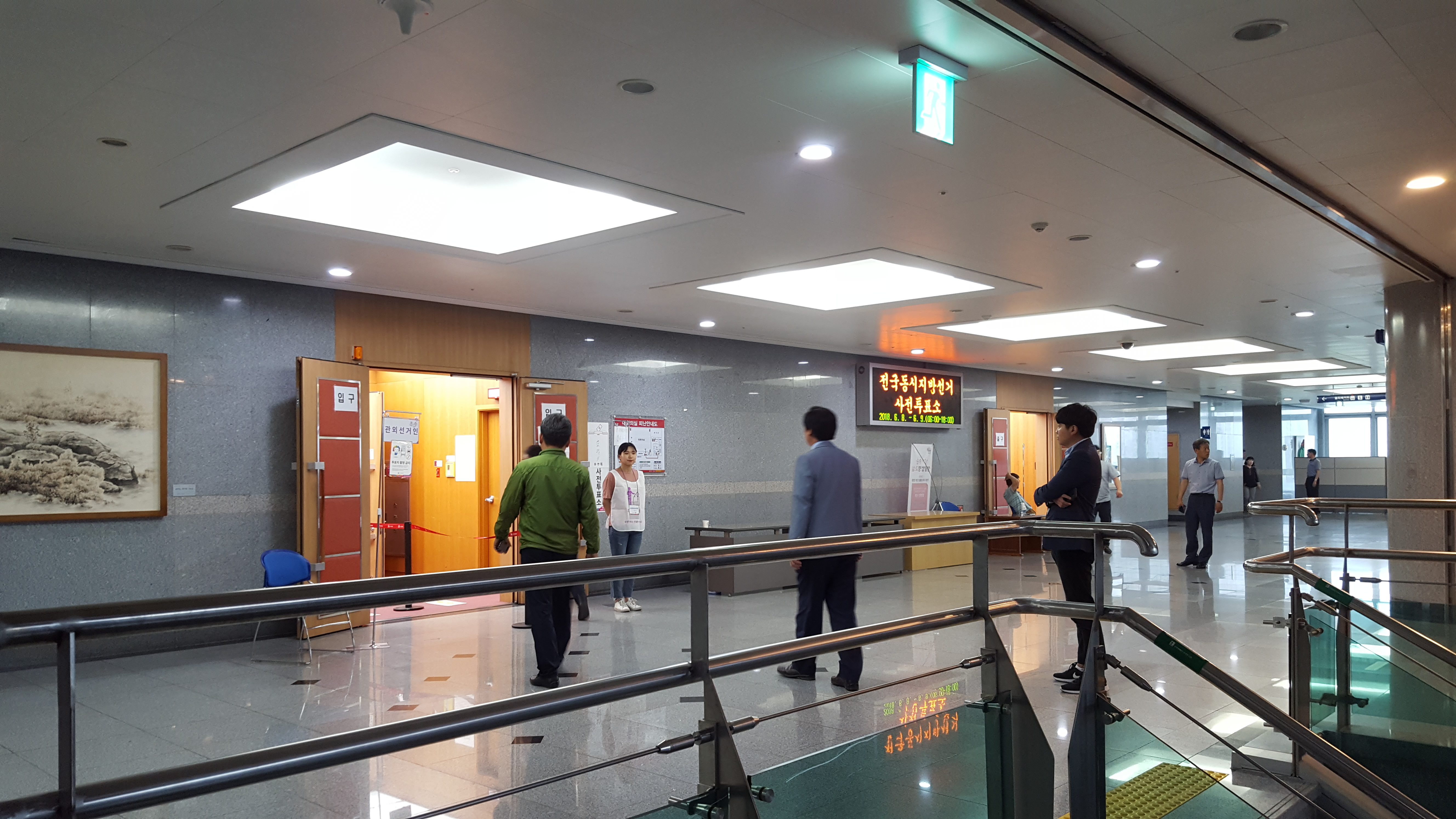
전라북도청 4층 대회의실에 설치된 제7회 전국동시지방선거 효자4동사전투표소

2012년에 개정된 공직선거법에 따라 2013년 1월 1일부터 선거권자는 누구든지 주소에 상관 없이 선거일 직전 5일 전부터 2일 동안 오전 6시 ~ 오후 6시 사이에 전국 어디에서든 사전 투표소에서 투표를 할 수 있게 되었다.
이 제도가 대한민국에서 전국적으로 실시된 첫 번째 선거는 2014년의 대한민국 제6회 지방 선거이다. 이에 따라 대한민국의 선거일은 사실상 3일로 늘어나게 되었다. 이 제도가 실시되기 전에는, 선거일에 투표소에서 투표할 수 없는 사람은 공직선거법에 따라 미리 서면으로 부재자 신고를 하고 부재자 투표를 해야 해서 투표하기가 불편했다.

#### 거소투표와 선상투표
사전 투표도 이용할 수 없는 경우를 위해 우편을 통한 거소 투표, 선상 투표 제도가 마련되어 있는데, 거소 투표는 부정선거 시비가 있다. 거소투표는 병원이나 요양소에 있거나 중대한 장애로 거동할 수 없는 사람들이 대상자이고 선상투표는 대한민국 선박 또는 선장의 국적이 대한민국인 외국 선박에 승선 중이거나 승선 예정인 선원이 대상자이다.

### 미국
사전 투표는 "특별한 이유 없는" 부재자 투표이다. 미국의 여러 주에서 선거일 전 4일 혹은 5일간 사전 투표를 실시한다. 투표소 투표는 미국의 32개 주와 워싱턴 D.C.에서 실시하고 있으며, 우편을 통한 사전 투표는 27개 주와 워싱턴 D.C.에서 실시한다.

## 같이 보기
- 부재자 투표